# Onthophagus ponticus
Onthophagus ponticus är en skalbaggsart som beskrevs av Edgar von Harold 1883. Onthophagus ponticus ingår i släktet Onthophagus och familjen bladhorningar. Inga underarter finns listade i Catalogue of Life.